# Mergus
Mergus là một chi chim trong họ Vịt.